# 須賀紀哉
須賀 紀哉（すが きや）は、日本の男性声優。主にアダルトゲームに声をあてている。

## 出演

### ゲーム
- AliveZ（神座骸）
- eden* PLUS+MOSAIC（榛名亮）
- 君がため、恋し乱れし月の華（慎弥[2]）
- シークレットゲーム CODE:Revise（藤田修平[3]）
- シュガーコートフリークス（ジノ・グランシルト・ルリタニア[4]）
- 蝶の毒 華の鎖（尾崎秀雄[5]）
  - 蝶の毒 華の鎖〜幻想夜話〜（尾崎秀雄[6]）
  - 蝶の毒 華の鎖〜大正艶恋異聞〜（尾崎秀雄[7]）
- 天の光は恋の星（藤見光彦[8]）
- 鳥籠のマリアージュ（桜川睦[9]）
- ぱすてるチャイムContinue（ヒューズ・バレッタ）
  - ぱすちゃC++（ヒューズ・バレッタ）
- フルアニ（諸角勇）
- DRAMAtical Murder（ウイルス）
- ワルキューレロマンツェ More&More（クライド・ハーディング）
- オルフレール（ルイス）
- 吉原彼岸花（大月忍）
- きんとうか（渡利恭）
- 見上げてごらん、夜空の星を（日下部 武一）
- What in hell is bad?‐地獄のどこが悪い？（ルシファー）

### ドラマCD
- アバンチュール～禁断の一夜～ vol.1義兄と妹（博巳[10]）
- 監禁男子～囚われのふたり～（北見涼[11]）
- 恋。しかるべき　～森村　柚希編～（森村柚希[12]）
- 抱かれてから始まる恋～昴編～（昴[13]）
- 終末のエスペランサ Act.02 イツキ（イツキ[14]）
- 紅ノ華嫁 肆ノ候補 華房英雅（華房英雅[15]）
- 旦那さまシリーズ vol.1 溺愛旦那さま 先生に学ぶ初夜（あい）の時間（都筑優一[16]）
- 危ないトライアングル +修羅場エスケープ3+同棲中の彼と宅配のお兄さん（黒井悠[17])
- 刀剣様の花嫁狩りと淫らなお手入れ 参 大典太光世（大典太光世[18]）
- 大好きな彼とHして腕まくらでピロートークされちゃうシリーズ 第14弾 年上彼氏とクルージングデートで編（久世辰也[19]）
- 抱かれてから始まった恋～昴編～（昴[20]）
- 彼のプラマイ事情２ ＋口下手な幼馴染 －愛を囁く彼（三輪谷洋睦[21]）
- 淫蜜脱出ゲーム Vol.5 オープン彼氏編（神楽旭陽[22]）
- そして初恋が妹になる ドラマCD 〜せーしゅんライフ in 美柿野寮〜（2016年、時谷一春）

### OVA
- おっぱいの王者48〜何も考えず目の前のおっぱい全部しゃぶれ！〜（稲谷直哉[23]）